# アルテム・ドフビク
アルテム・ドフビク（Artem Dovbyk, 1997年6月21日 - ）は、ウクライナ・チェルカースィ出身のプロサッカー選手。セリエA・ASローマ所属。ウクライナ代表。ポジションはFW。

## クラブ経歴
地元クラブであるFCチェルカースィ・ドニプロの下部組織出身。2014年7月26日、FCスカラ・ストルイ戦でプロデビューを果たした。8月16日、FCクリスタル・ヘルソン戦でプロ初ゴールを挙げ、17歳55日でのゴールはクラブ史上最年少記録となった。10月12日、FCアルセナル・ビラ・ツェルクヴァ戦で初のハットトリックを達成し5-0での勝利に貢献した。2014-15シーズンは、7得点を記録し、チームの3部リーグでの優勝に貢献した。
2015年夏、FCドニプロに移籍。2016年4月、モルドバのFCザリア・バルツィに3ヶ月間のレンタルで移籍し、クパ・モルドヴェイで優勝した。2016年5月31日に一旦ドニプロとの契約を満了したが、8月に再契約を結んだ。2016-17シーズンは6ゴールを挙げ、リーグの最優秀若手選手賞を受賞した。ドニプロが負債を抱えて2部に降格した際に、ドフビクはチームに残留した。2部リーグでは13試合で12ゴールを挙げて、海外クラブからの関心を集めた。
2018年1月、FCミッティランにフリーで加入。2018年にリーグ優勝を果たし、2019年にはカップ戦でも優勝した。2019年9月2日、スナユスケ・フッボルトに期限付き移籍。スナユスケでもカップ戦で優勝を果たした。
出場機会を求めて、2020年7月に、前のシーズンにウクライナ・プレミアリーグに昇格したばかりのSKドニプロ-1に移籍した。リーグ戦での成績は期待されていたほどではなかったが、ウクライナ・カップでは3試合で4ゴールを挙げて得点ランキングで上位に入った。2021-22シーズンが、ロシアのウクライナ侵攻により中止されると、コンディションを維持するために残りのシーズンをチャリティーマッチを行っていたディナモ・キエフで一時的にプレーした。2022-23シーズンは、ゾリャ・ルハーンシク戦とコロス・コヴァリフカ戦の2試合でハットトリックを達成し、同じシーズンに2度ハットトリックを達成したリーグ史上10人目の選手となった。リーグ戦では24ゴールを挙げて得点王となった。
2023年8月6日、スペインのジローナFCへ移籍し、5年契約を結んだ。移籍金は700万ユーロと報じられ、クラブ史上最高額の移籍金と報じられた。2023-24シーズン、レアル・ソシエダとの開幕節での対戦で初得点を記録。2023年12月、FCバルセロナ戦を含むリーグ戦4試合で4得点を挙げ、チームの3勝1分に貢献した。この活躍が評価され、ラ・リーガの12月度の月間最優秀選手賞を受賞した。2024年1月21日、セビージャFC戦では6分間で3ゴールを挙げてハットトリックを達成した。5月4日、FCバルセロナ戦でシーズン20ゴール目となるゴールとアシストを記録して4-2での勝利に貢献し、クラブ史上初のチャンピオンズリーグ出場権獲得を果たした。5月25日、グラナダCF戦ではシーズン2度目のハットトリックを達成した。リーグ戦で24得点を記録して、得点王となった。
2024年8月2日、ASローマに移籍した。8月18日、セリエA開幕戦のカリアリ戦に先発出場し、移籍後初出場を果たした。9月15日、ジェノア戦で移籍後初ゴールを挙げた。9月22日、ウディネーゼ戦で、2試合連続となるゴールを挙げて勝利に貢献した。9月26日、UEFAヨーロッパリーグのアスレティック・ビルバオ戦で公式戦3試合連続となるゴールを挙げた。10月25日、ヨーロッパリーグのディナモ・キーウ戦でPKから決勝点となる先制ゴールを挙げて、チームのこのシーズンのEL初勝利に貢献した。

## 代表経歴
2016年9月5日、2018 FIFAワールドカップ・ヨーロッパ予選のアイスランド代表戦で代表初招集を受けた。
2021年3月31日、2022 FIFAワールドカップ・ヨーロッパ予選のカザフスタン代表戦でウクライナ代表デビューを飾った。
2021年6月、UEFA EURO 2020参加メンバーに選出された。同月29日に開催されたラウンド16・スウェーデン代表戦で大会初出場を果たすと、120+1分に決勝ゴールとなる代表初ゴールを決め、チームのベスト8進出に貢献した。

## 個人成績

### 代表
試合数
2023年6月19日現在
- 国際Aマッチ 18試合6得点（2021年 - ）

| ウクライナ代表 | 国際Aマッチ | 国際Aマッチ |
| 年             | 出場        | 得点        |
| -------------- | ----------- | ----------- |
| 2021           | 6           | 2           |
| 2022           | 8           | 4           |
| 2023           | 4           | 0           |
| 通算           | 18          | 6           |

得点
| # | 開催日         | 開催地                               | 対戦国                   | スコア | 結果 | 大会                          |
| - | -------------- | ------------------------------------ | ------------------------ | ------ | ---- | ----------------------------- |
| 1 | 2021年6月29日  | グラスゴー、ハムデン・パーク         | スウェーデン             | 2-1    | 2-1  | UEFA EURO 2020                |
| 2 | 2021年11月16日 | ゼニツァ、ビリノ・ポリェ             | ボスニア・ヘルツェゴビナ | 0-2    | 0-2  | 2022 FIFAワールドカップ・予選 |
| 3 | 2022年6月1日   | グラスゴー、ハムデン・パーク         | スコットランド           | 1-3    | 1-3  | 2022 FIFAワールドカップ・予選 |
| 4 | 2022年6月14日  | ウッチ、ウッチ市立競技場             | アイルランド             | 1-1    | 1-1  | UEFAネーションズリーグ2022-23 |
| 5 | 2022年9月24日  | エレバン、ハンラペタカン・スタジアム | アルメニア               | 0-3    | 0-5  | UEFAネーションズリーグ2022-23 |
| 6 | 2022年9月24日  | エレバン、ハンラペタカン・スタジアム | アルメニア               | 0-5    | 0-5  | UEFAネーションズリーグ2022-23 |

## タイトル

### クラブ
チェルカースィ
- ウクライナ・セカンドリーグ: 2014-2015

ザリア・バルツィ
- クパ・モルドヴェイ: 2016

ミッティラン
- デンマーク・スーペルリーガ: 2017-18
- デンマーク・カップ:  2018-19

スナユスケ
- デンマーク・カップ: 2019-20

### 個人
- ウクライナ・プレミアリーグ年間最優秀若手選手: 2016-17
- ラ・リーガ月間最優秀選手賞 : 2023年12月
- リーガ・エスパニョーラ得点王 : 2023-24